# Mozilla Thunderbird
Mozilla Thunderbird är en e-post- och usenetklient producerad och publicerad av Mozilla Foundation. Programmet bär sitt namn efter åskfågeln i nordamerikansk mytologi, och är fritt att ladda ner.

## Historik
Thunderbird släpptes ursprungligen som Minotaur (döpt efter Minotauros i grekisk mytologi), kort efter publiceringen av webbläsaren Phoenix (döpt efter den mytiska Fågel Fenix och det program som senare skulle komma att kallas Mozilla Firefox). Projektet fick först inget större erkännande, men i samband med succén för Mozilla Firefox ökade efterfrågan på en bra e-postklient. Resultatet av detta blev att arbetet med Minotaur återupptogs under det nya namnet Thunderbird, och då med hjälp av nya verktyg som utvecklades av Mozilla Firefox-programmerarna.

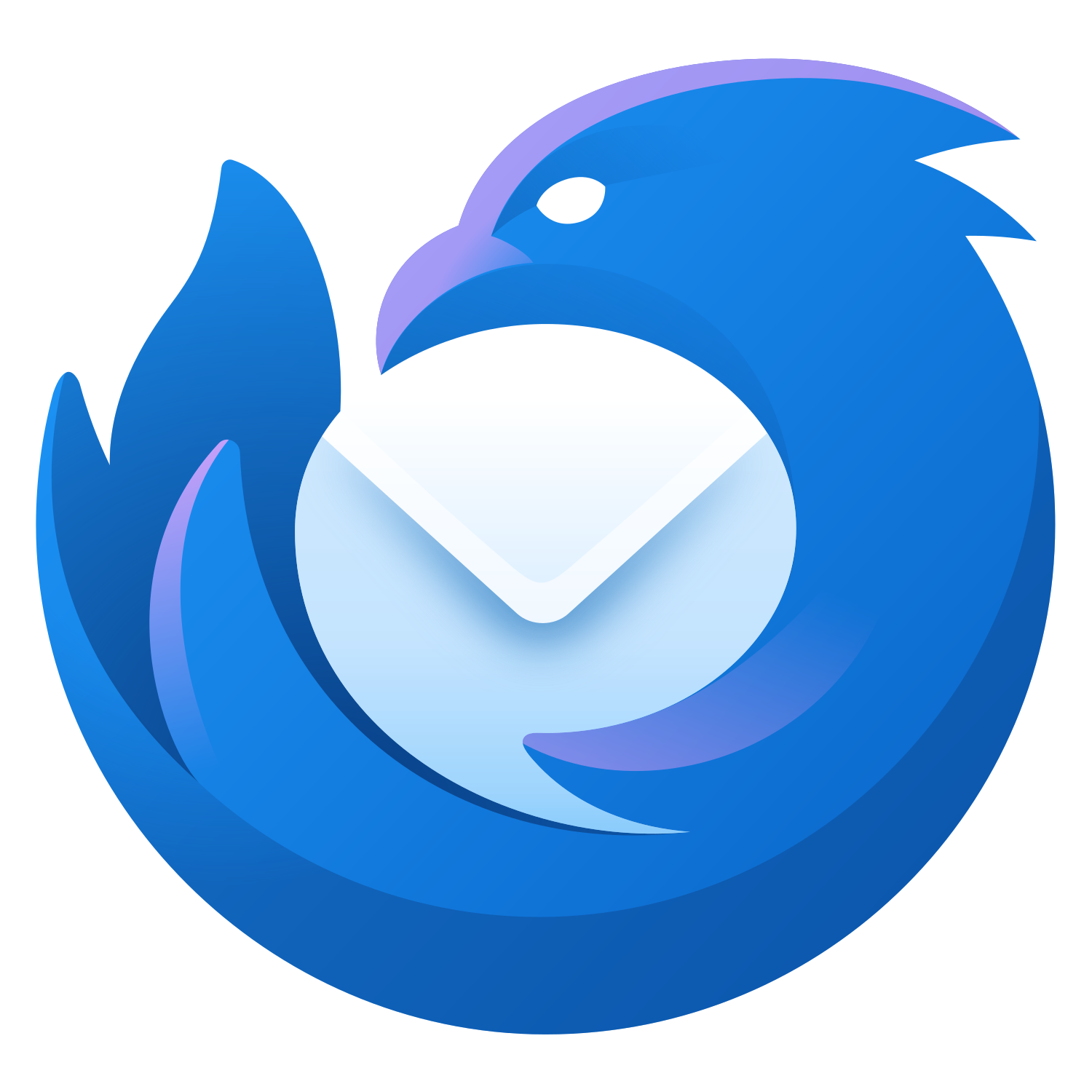
Thunderbirds logotyp sedan version 115 (2023).